# Trogoderma larvalis
Trogoderma larvalis là một loài bọ cánh cứng trong họ Dermestidae. Loài này được Háva, Prokop & Herrmann miêu tả khoa học năm 2006.